# Liste der Naturdenkmäler im Landkreis Neu-Ulm
Die Liste der Naturdenkmäler im Landkreis Neu-Ulm nennt die Naturdenkmäler in den Städten, Märkten und Gemeinden im Landkreis Neu-Ulm in Bayern. Nach Art. 51 Abs. 1 Nr. 4 BayNatschG ist das Landratsamt des Landkreises Neu-Ulm für den Erlass von Rechtsverordnungen über Naturdenkmäler (§ 28 BNatSchG) zuständig.

## Naturdenkmäler
| Bild                                               | Lfd. Nr. | Bezeichnung                                                                       | Gemeinde                            | Standort                         | Beschreibung                                                                                           |
| -------------------------------------------------- | -------- | --------------------------------------------------------------------------------- | ----------------------------------- | -------------------------------- | --- |
|                                                    |          | Linde an der Lindenstraße                                                         | Altenstadt; Filzingen               | 48° 8′ 29,3″ N, 10° 7′ 19,5″ O   | Geschützt seit 1993.                                                                                   |
| Baumbestand vor der Klosterkirche in Oberelchingen |          | Baumbestand vor der Klosterkirche in Oberelchingen                                | Elchingen; Oberelchingen            | 48° 27′ 7,7″ N, 10° 5′ 14,6″ O   | 3 Kastanien, 4 Spitzahornbäume sowie 1 Bergahorn. Geschützt seit 1999.                                 |
| Eiche, Fl.Nr. 234, Gemarkung Thalfingen            |          | Eiche, Fl.Nr. 234, Gemarkung Thalfingen                                           | Elchingen; Thalfingen               | 48° 26′ 48,4″ N, 10° 3′ 19,2″ O  | 1 Eiche. Geschützt seit 1999.                                                                          |
| Eiche, Fl.Nr. 1149/1, Gemarkung Thalfingen         |          | Eiche, Gewanne in der Schwärze (Fl.Nr. 1149/1), Gemarkung Thalfingen              | Elchingen; Thalfingen               | 48° 26′ 26,5″ N, 10° 4′ 0,1″ O   | 1 Eiche. Geschützt seit 1999.                                                                          |
|                                                    |          | Lindenallee zum Schloss, Stadt Illertissen                                        | Illertissen                         | 48° 13′ 22,9″ N, 10° 6′ 55,2″ O  | Die Allee besteht aus Sommer- und Winterlinden sowie Eschen, Eiche und Bergahorn. Geschützt seit 1995. |
| Linde an der Breitenhofstraße                      | 1        | 1 Linde an der Breitenhofstraße, westlich von Finningen                           | Neu-Ulm; Finningen                  | 48° 23′ 12,2″ N, 10° 3′ 48,5″ O  | |
| Linden vor der St. Wolfgang-Kapelle in Gerlenhofen | 2        | 2 Linden vor der St. Wolfgang-Kapelle                                             | Neu-Ulm; Gerlenhofen                | 48° 20′ 32,4″ N, 10° 2′ 9″ O     | |
|                                                    | 3        | 1 Buche im Schlosspark                                                            | Neu-Ulm; Hausen                     | 48° 20′ 42,4″ N, 10° 3′ 55,1″ O  | |
|                                                    | 4        | 1 Linde an der NU 11 zwischen Hausen und Werzlen                                  | Neu-Ulm; Hausen                     | 48° 20′ 54,3″ N, 10° 3′ 3,6″ O   | |
|                                                    | 5        | 1 Linde am Sportplatz                                                             | Neu-Ulm; Holzschwang                | 48° 20′ 26,3″ N, 10° 5′ 56,6″ O  | |
|                                                    | 6        | 1 Linde am Nordwestrand von Weiler                                                | Neu-Ulm; Holzschwang                | 48° 20′ 15,6″ N, 10° 5′ 57,5″ O  | |
|                                                    | 7        | 4 Linden am Kapellenberg Deutschlandlinde Friedenslinde Kaiserlinde Luitpoldlinde | Neu-Ulm; Pfuhl                      | 48° 24′ 16,8″ N, 10° 2′ 41,5″ O  | [ 7 ]                                                                                                  |
| Stieleiche an der Seehalle Pfuhl                   | 8        | 1 Stieleiche bei der Seehalle Pfuhl                                               | Neu-Ulm; Pfuhl                      | 48° 24′ 53,2″ N, 10° 2′ 20,3″ O  | |
| Stieleiche in der Gewanne Pfannenstiel             | 9        | 1 Stieleiche in der Gewanne Pfannenstiel                                          | Neu-Ulm; Pfuhl                      | 48° 23′ 43,8″ N, 10° 2′ 57,1″ O  | |
|                                                    |          | Zwei Eichen an der Kreisstraße NU 3, Biberberg                                    | Pfaffenhofen an der Roth; Biberberg | 48° 21′ 0,8″ N, 10° 12′ 38,5″ O  | Geschützt seit 1995.                                                                                   |
|                                                    |          | Linde an der Wallenhausener Straße                                                | Pfaffenhofen an der Roth; Biberberg | 48° 20′ 57″ N, 10° 12′ 47,4″ O   | Geschützt seit 1993.                                                                                   |
|                                                    | 1        | Linde an der Illerwehrstraße                                                      | Senden; Ay                          | 48° 19′ 15″ N, 10° 2′ 14,9″ O    | Geschützt seit 1993.                                                                                   |
|                                                    |          | Friedenslinde in Vöhringen                                                        | Vöhringen                           | 48° 16′ 41,3″ N, 10° 4′ 28,4″ O  | Winterlinde auf einer Verkehrsinsel in der Kreuzung Wielandstraße/Illerstraße. Geschützt seit 1995.    |
|                                                    | 1        | Linde beim Krankenhaus                                                            | Weißenhorn                          | 48° 18′ 40,2″ N, 10° 9′ 28,9″ O  | |
|                                                    | 2        | Kastanienallee an der östlichen Promenade                                         | Weißenhorn                          | 48° 18′ 22,1″ N, 10° 9′ 31,5″ O  | |
|                                                    | 3        | 1 Kastanie am Oberen Tor                                                          | Weißenhorn                          | 48° 18′ 16,6″ N, 10° 9′ 35,6″ O  | |
|                                                    | 4        | Linde auf dem Marktplatz beim Brunnen                                             | Weißenhorn                          | 48° 18′ 15,4″ N, 10° 9′ 37,1″ O  | |
|                                                    | 5        | Kastanien- und Lindenallee an der westlichen Promenade                            | Weißenhorn                          | 48° 18′ 18,8″ N, 10° 9′ 21,5″ O  | |
|                                                    | 6        | Zweite und dritte Linde von der Illerberger Straße her                            | Weißenhorn                          | 48° 18′ 12,9″ N, 10° 9′ 27,9″ O  | |
|                                                    | 7        | Kastanienallee an der Reichenbacher Straße                                        | Weißenhorn                          | 48° 18′ 14,9″ N, 10° 10′ 18,8″ O | |
|                                                    | 8        | Rotbuche auf dem Tannenberg                                                       | Weißenhorn                          | 48° 18′ 41,1″ N, 10° 10′ 25,1″ O | |
|                                                    | 9        | Linde südlich des Altenheimes am Waldrand                                         | Weißenhorn                          | 48° 18′ 2,2″ N, 10° 10′ 44,4″ O  | |

## Flächenhafte Naturdenkmäler im Landkreis Neu-Ulm
Im Landkreis Neu-Ulm stehen 12 flächenhafte Naturdenkmäler mit einer Gesamtfläche von etwa 19,5 ha unter Schutz.
| Bild                        | Nummer | Bezeichnung           | Gemeinde                  | Standort                         | Beschreibung |
| --------------------------- | ------ | --------------------- | ------------------------- | -------------------------------- | --- |
|                             |        | Memminger Ach         | Kellmünz                  | 48° 6′ 39,6″ N, 10° 8′ 20″ O     | 2,12 ha Fläche. Mündungsbereich und Bachlauf der Memminger Ach als eine der wenigen Flussauen im Landkreis Neu-Ulm, die gelegentlich von Überschwemmungen erfasst wird, als Voraussetzung für die Erhaltung der vorhandenen Artenvielfalt an Pflanzen. Dominante Bestände sind Grauerlenwald (Alnetum incanae) und Schilf (Phragmites communis). |
|                             |        | Im Winkel             | Senden, Hittistetten      | 48° 19′ 56,2″ N, 10° 6′ 9,9″ O   | 0,74 ha Fläche. Feuchtwiese mit einem mit Erlen bestandenen Röhrichtbereich, einem durchfließenden Bach und einer Hangbestockung. |
|                             |        | Ritzisrieder Kühlache | Buch, Ritzisried          | 48° 12′ 29,6″ N, 10° 12′ 23,4″ O | 0,15 ha, davon etwa 0,008 ha Wasserfläche. Wassertümpel an der Südseite eines flachen Tales am Wald samt dem mit Eichen bestandenen Waldrand. |
|                             |        | Alter Ziegelteich     | Buch, Halbertshofen       | 48° 13′ 27,5″ N, 10° 12′ 24,7″ O | 0,35 ha, davon etwa 0,07 ha Wasserfläche. Teich mit Feuchtwiese und Feldgehölzsaum. |
|                             |        | Erbishofer Viehtränke | Pfaffenhofen; Erbishofen  | 48° 20′ 14,1″ N, 10° 7′ 53,5″ O  | 0,2180 ha Fläche. Ein 0,05 ha großer Wassertümpel, weitgehend umgeben von einer aus Weiden und Erlen bestehenden Gehölzgruppe. |
|                             |        | Allmanshorner Ried    | Oberroth                  | 48° 8′ 50,7″ N, 10° 12′ 31,1″ O  | 2,0504 ha Fläche. Niedermoorrestfläche mit reichen Schilfbeständen, wertvollen Hochstaudenfluren sowie einzelnen Weiden und Erlen. |
|                             |        | Dattenhauser Ried     | Altenstadt, Herrenstetten | 48° 10′ 49,2″ N, 10° 9′ 34,1″ O  | 2,16 ha Fläche. Moorgebiet mit Schilfbestand und einzeln stehenden großen Weidenbüschen. |
|                             |        | Am Ölberg             | Weißenhorn, Wallenhausen  | 48° 20′ 24″ N, 10° 12′ 32″ O     | 1,1 ha Fläche. Südwestexponierter steiler Trockenhang, der terrassenartig zum Bibertal hin abfällt. |
|                             |        | Am Hungerberg         | Weißenhorn, Biberachzell  | 48° 18′ 35,9″ N, 10° 13′ 2,1″ O  | 0,38 ha Fläche. In einem Böschungseinschnitt gelegener südexponierter Trockenhang mit einer vorherrschenden Trespen-Pflanzengesellschaft. |
|                             |        | Taubenhöhe            | Elchingen, Unterelchingen | 48° 28′ 4″ N, 10° 5′ 43,3″ O     | 1,2530 ha Fläche. Trockenrasenbereich an einem ostexponierten flachen Abhang des südlichen Albrandes. |
|                             |        | Ingstetter Weiher     | Unterroggenburger Wald    | 48° 15′ 29,9″ N, 10° 16′ 30,1″ O | 4,6 ha, davon etwa 3,5 ha Wasserfläche. Weiher mit umgebendem Röhricht, Erlen- und Weidenbestand. |
| Der Nordholzer Mühlenweiher |        | Nordholzer Weiher     | Buch, Nordholz            | 48° 14′ 23,3″ N, 10° 12′ 57,2″ O | Am Ortsrand von Nordholz. 4,4 ha, davon etwa 1,3 ha Wasserfläche. Feuchtbereich mit Weiher, im nördlichen Uferbereich mit Weiden und Erlen bestockt samt südlich anschließendem Röhricht- und Erlenwaldbestand entlang der Biber. |